# Rågsved (Stockholms tunnelbana)
Rågsved ist eine oberirdische Station der Stockholmer U-Bahn. Sie befindet sich im gleichnamigen Stadtteil Rågsved. Die Station wird von der Gröna linjen des Stockholmer U-Bahn-Systems bedient. Die Station gehört zu den eher mäßig frequentierten Station des U-Bahn-Netzes. An einem normalen Werktag steigen hier 5.900 Pendler zu.
Die Station wurde am 14. November 1959 eröffnet, als der Abschnitt der Gröna linjen zwischen Högdalen und Rågsved in Betrieb genommen wurde. Bis zum 1. Dezember 1960 war sie auch Endstation der Linie T19. Danach fuhren die Züge über den neuerbauten Abschnitt bis zu ihrer heutigen Endstation Hagsätra. Die Station liegt zwischen den Stationen Hagsätra und Högdalen. Die Bahnsteige befinden sich oberirdisch in Hochlage. Bis zum Stockholmer Hauptbahnhof sind es etwa neun Kilometer.

## Reisezeit
| Linie | bis Station     | Reisezeit | bis Station                    | Reisezeit            |
| T19   | Hässelby strand | 53 min    | Slussen Gamla stan T-Centralen | 17 min 18 min 21 min |
| T19   | Hagsätra        | 2 min     | Slussen Gamla stan T-Centralen | 17 min 18 min 21 min |